# Rano Raraku
Le Rano Raraku est un volcan du Chili situé dans l'Est de l'île de Pâques.

## Géographie

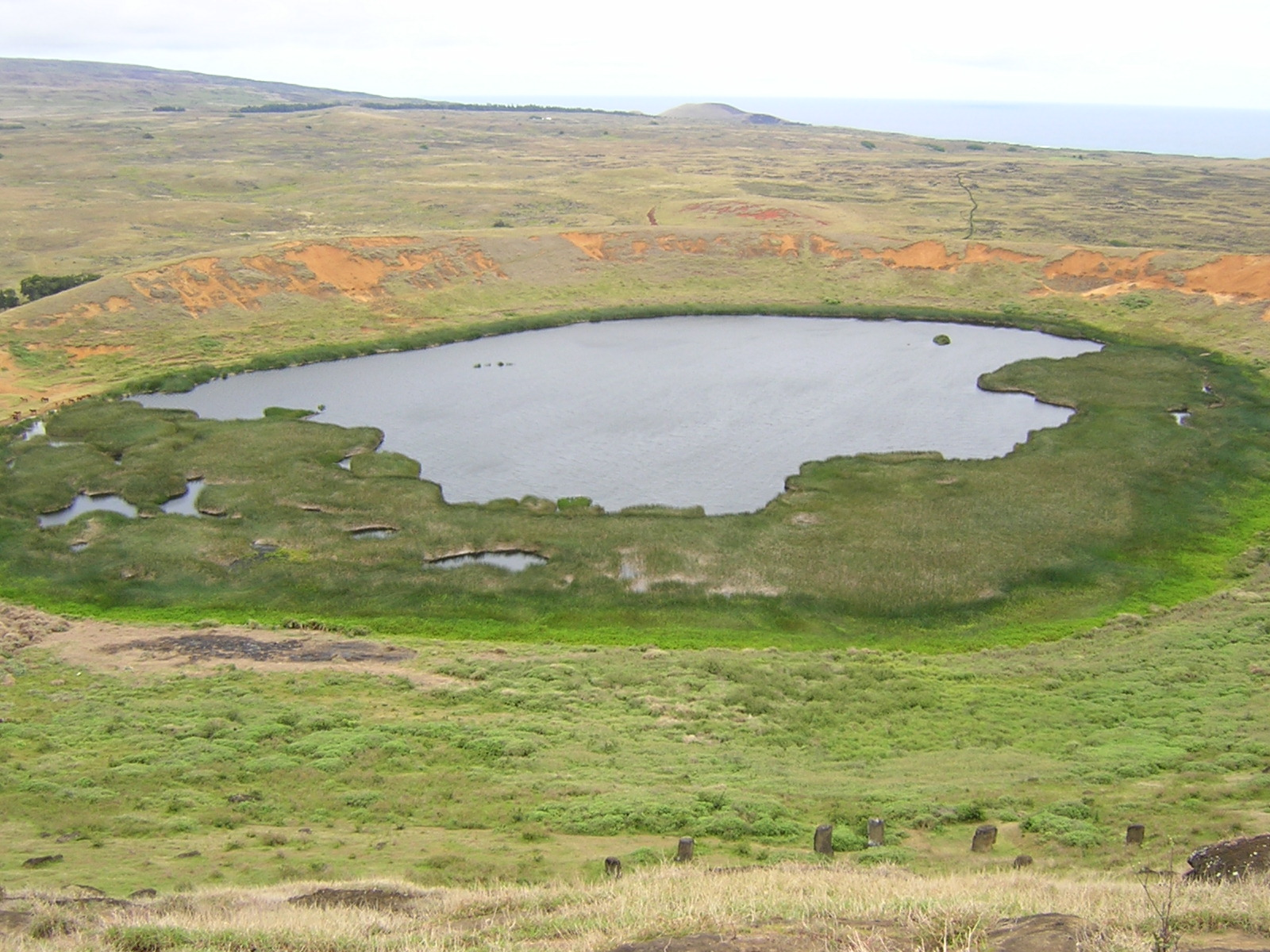
Vue de l'intérieur du cratère du Rano Raraku avec son lac.

Le Rano Raraku est situé dans l'Est de l'île de Pâques, une île d'Océanie dans l'océan Pacifique constituant une province de la région de Valparaiso au Chili. Il est entouré au nord-est par le Poike, au nord-ouest par le Maunga Terevaka et au sud par l'océan.
Le Rano Raraku est un cône pyroclastique dont le sommet est constitué d'un cratère occupé par un lac. L'un des rebords de ce cratère constitue le point culminant du volcan avec 180 mètres d'altitude.

## Histoire
Sur les flancs et dans le cratère du Rano Raraku se trouvent d'anciennes carrières de moaïs. De nombreuses statues y sont encore présentes, certains étant terminés et dressées au pied du volcan tandis que d'autres sont encore à l'état d'ébauche et couchées.

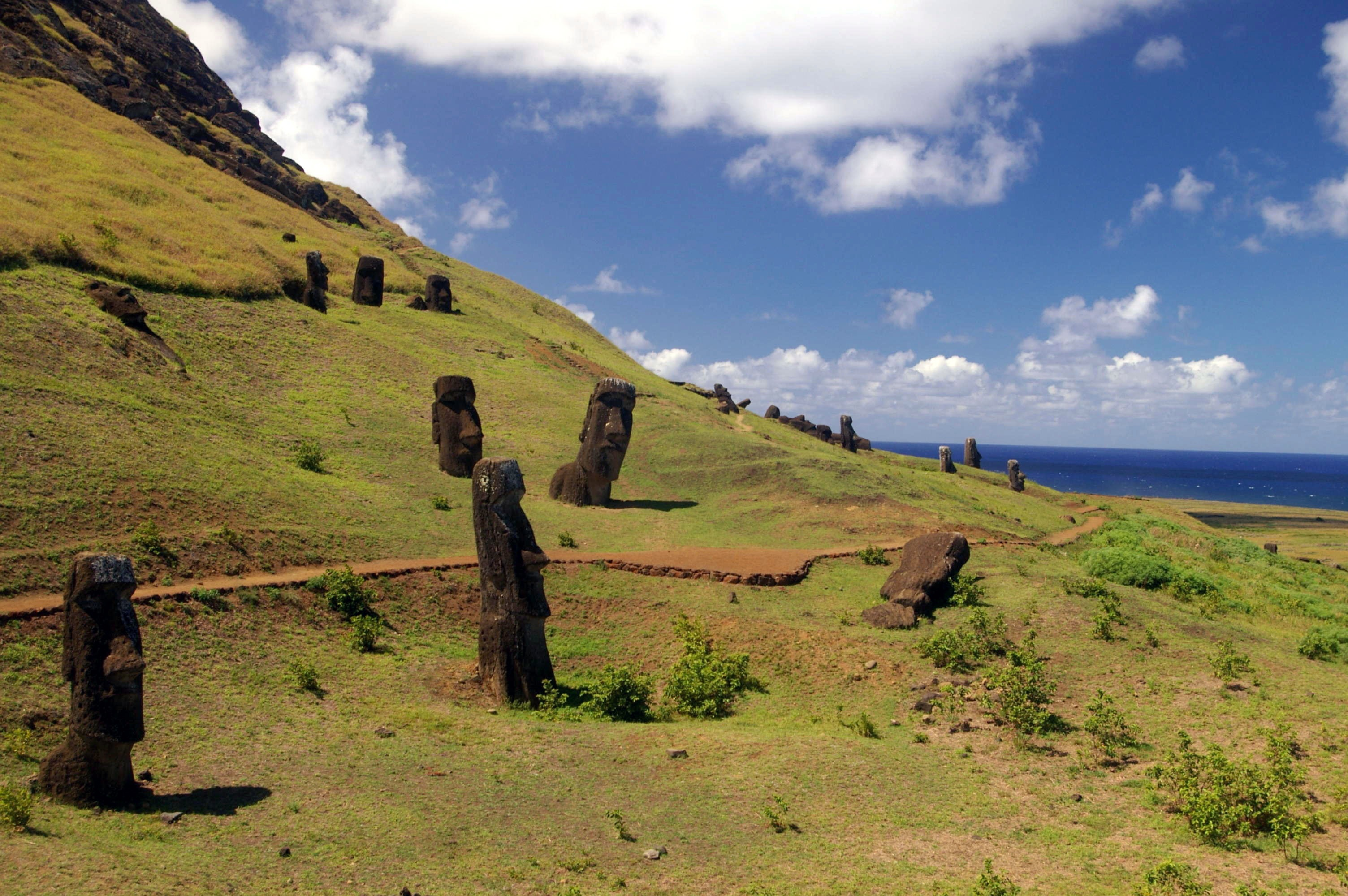
Moaïs sur le flanc du Rano Raraku.

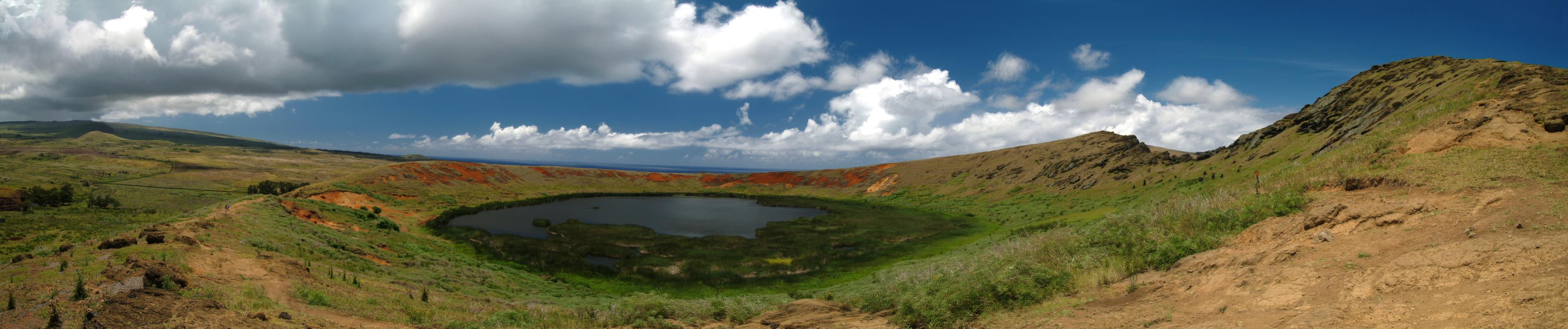
Panorama du cratère du Rano Raraku avec son lac.